# Thomas Heurtel
Thomas Heurtel (Béziers, 10 de abril de  1989) é um basquetebolista francês que atualmente joga pelo FC Barcelona Lassa que joga a Liga ACB e a Euroliga.